# 拜基夫卡 (卡利尼夫卡區)
49°30′2″N 28°24′12″E / 49.50056°N 28.40333°E
拜基夫卡（烏克蘭語：Байківка），是烏克蘭的村落，位於該國西南部文尼察州，由赫米利尼克區負責管轄，面積1.92平方公里，海拔高度258米，2001年人口552，人口密度每平方公里287.2人。